# HD 35386
HD 35386，又名CD-26 2185，SAO 170375、HR 1785，是一颗恒星，视星等为6.49，位于銀經229.54，銀緯-30.23，其B1900.0坐标为赤經5h 19m 10.8s，赤緯-26° -30.23′ 0″。